# Baho
Baho település Franciaországban, Pyrénées-Orientales megyében. Lakosainak száma 3266 fő (2022. január 1.). Baho Baixas, Saint-Estève, Perpignan, Le Soler és Villeneuve-la-Rivière községekkel határos.

## Földrajz

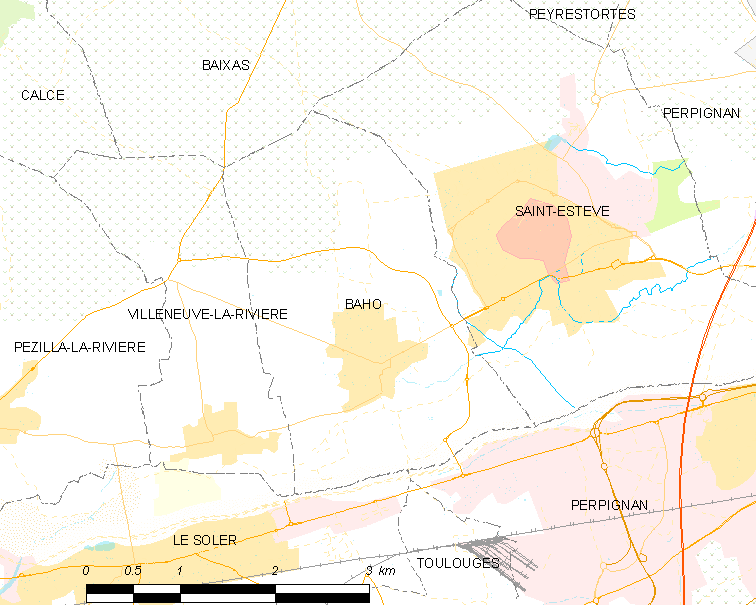
Baho térkép

## Népesség
A település népességének változása:
| Lakosok száma | 3203 | 3203 | 3267 | 3217 | 3323 | 3431 | 3388 | 3327 | 3266 |
|               | 2013 | 2015 | 2016 | 2017 | 2018 | 2019 | 2020 | 2021 | 2022 |